# Escut de Vilanova de Sau
L'escut oficial de Vilanova de Sau és un dels símbols oficials d'aquest municipi i es descriu mitjançant el següent blasonament:
Escut caironat: d'atzur, una rodeta d'esperó d'argent. Per timbre, una corona mural de poble.

## Disseny
La composició de l'escut està formada sobre un fons en forma de quadrat recolzat sobre un dels seus vèrtexs, anomenat escut caironat, segons la configuració difosa a Catalunya i d'altres indrets de l'antiga Corona d'Aragó i adoptada per l'administració a les seves especificacions per al disseny oficial dels municipis dels ens locals. És de color blau (atzur), amb la representació heràldica d'una rodeta d'esperó de color blanc o gris clar (argent).
L'escut està acompanyat a la part superior d'un timbre en forma de corona mural, que és l'adoptada pel Departament de Governació d'Administracions Locals de la Generalitat de Catalunya per timbrar genèricament els escuts dels municipis. En aquest cas, es tracta d'una corona mural de poble, que bàsicament és un llenç de muralla groc (or) amb portes i finestres de color negre (tancat de sable), amb quatre torres merletades, de les quals se'n veuen tres.

## Història

Representació de l'antic escut de Vilanova de Sau.

L'Ajuntament va acordar en ple iniciar l'expedient d'adopció de l'escut l'11 d'abril de 2016. Després dels tràmits reglamentaris, l'escut va ser aprovat el 29 de juliol de 2016 i publicat al DOGC número 7184, de 16 d'agost del mateix any. La rodeta d'esperó és el primer senyal que fou usat pel municipi en els seus segells, i que s'ha recuperat amb l'adopció de l'escut.
Anteriorment, l'Ajuntament utilitzava un escut que fou aprovat l'any 1976 per part del Govern Espanyol i que incomplia la normativa catalana, amb el següent blasonament:
Escut partit. Primer, d'atzur, un xebró d'argent, acompanyat de tres estrelles del mateix metall, dues al cap i la tercera al peu; segon, d'or, l'arbre de sinople. Al timbre, corona reial.
L'arbre era un símbol utilitzat també històricament en segells, encara que més recent que la rodeta d'esperó.